# Missy (actrice pornographique)
Pour les articles homonymes, voir Missy.
Missy (née Maria Christina le 24 septembre 1967 à Burbank - morte le 18 août 2008 à Valencia (Californie)) est une actrice pornographique américaine.

## Biographie
Missy commença sa carrière dans le X en 1994 en faisant des apparitions dans des vidéos amateurs avec son mari d'alors, Mickey G. Elle rencontra rapidement le succès et devint une actrice sous contrat d'exclusivité avec le studio Wicked Pictures. Elle était connue du fait qu'elle tournait des scènes avec plus d'un partenaire et pour ses rapports agressifs - ce qui était plutôt rare au moment où elle atteignit l'apogée de sa carrière.
Missy quitta la pornographie en 2001 et envoya alors une lettre ouverte au magazine AVN où elle expliquait avoir trouvé la foi après une "dépression."
Elle décrocha l'AVN Best New Starlet Award et l'AVN Female Performer of the Year Award en 1997. Elle fait partie de l'AVN Hall of Fame. Elle gagna également différents XRCO Awards.
Missy est morte d'une overdose de médicaments, sa famille n'a délibérément pas informé la presse car elle ne voulait pas de ses ex-collègues du X à ses funérailles.

## Récompenses
- 1996 : XRCO Awards Best Group Scene for American Tushy
- 1996 : XRCO Female Performer of the Year
- 1996 : CAVR Award - Star
- 1997 : AVN Awards[4] :
  - Meilleure scène de sexe entre femmes dans une vidéo (Best All-Girl Sex Scene - Video) pour Buttslammers the 13th
  - Meilleure scène de sexe de groupe dans une vidéo (Best Group Scene - Video) pour American Tushy
  - Meilleure nouvelle starlette (Best New Starlet)
  - Performeuse de l'année (Female Performer of the Year)
- 1997 : XRCO Best Group Scene for The Psychosexuals
- 1998 : AVN Best All-Girl Scene - Film for Satyr
- 2002 : AVN Hall of Fame
- 2009 : XRCO Hall of Fame